# Apple A5X
Apple A5X là một hệ thống trên chip (SoC) 32 bit được thiết kế bởi Apple Inc., giới thiệu tại buổi ra mắt của iPad thế hệ thứ ba vào ngày 7/3/2012. Nó là phiên bản hiệu năng cao của Apple A5, và được Apple tuyên bố là có hiệu năng đồ hoạ gấp đôi. Nó đã được thay thế trong iPhone 5 và 5C bởi Apple A6 và trong iPad thế hệ thứ tư bởi Apple A6X.

## Thiết kế
A5X có một CPU ARM Cortex-A9 lõi kép 1 GHz và một GPU PowerVR SGX543MP4 lõi tứ tốc độ 250 MHz. Apple tăng gấp đôi kích thước giao diện bộ nhớ của A5X so với A5, bao gồm một hệ thống con giao diện bộ nhớ với bốn bộ điều khiển nhớ 32-bit wide LP-DDR2. Điều đó giúp cung cấp đủ băng thông cho số điểm ảnh rất cao trên màn hình rentina của iPad thế hệ thứ ba.
Không như A4 và A5, A5X được phủ bằng một hệ thống tản nhiệt kim loại và không đóng gói theo kiểu package-on-package (PoP). Cùng với đó, trong khi ở A4 và A5, RAM đặt bên trên của SoC thì A5X được đặt bên cạnh bo mạch chủ và hai LP DDR2 SDRAM của Samsung. A5X sản xuất trên quy trình 45 nm cũng của Samsung. Kích thước die silicon tăng nhiều so với A5 (165 mm²) và gấp 3,1 lần so với A4 (53,3 mm²).

## Sản phẩm sử dụng A5X
- iPad (thế hệ thứ 3) – Tháng 3 năm 2012